# یویچیرو ناگای
یویچیرو ناگای (به انگلیسی: Yuichiro Nagai) بازیکن فوتبال اهل ژاپن و عضو تیم ملی فوتبال ژاپن است که در تاریخ ۱۶ آوریل ۲۰۰۳ میلادی اولین بازی ملی‌اش را انجام داد. او در ۴ بازی ملی حضور داشت و آخرین بازی ملی خود را در تاریخ ۲۲ ژوئن ۲۰۰۳ میلادی انجام داد. یویچیرو ناگای در بازی‌های ملی‌اش
۱ گل به ثمر رساند.